# والت مک‌فرسون
والت مک‌فرسون (انگلیسی: Walt MacPherson) بازیگر اهل ایالات متحده آمریکا است.

## فیلم‌شناسی
- Tin Men (۱۹۸۷)
- جن‌گیر ۳ (۱۹۸۹)
- در خط آتش (۱۹۹۳)
- سریال مام (۱۹۹۴)
- توطئه سایه (۱۹۹۷)
- دانی براسکو (۱۹۹۷)
- شغال (۱۹۹۷)
- مونتانا (۱۹۹۸)
- پیامی در بطری (۱۹۹۹)
- بیدار کردن مردگان (۲۰۰۰)
- Dinner Rush (۲۰۰۰)
- سربازان فوق‌العاده (۲۰۰۱)
- سیزده گفتگو در مورد یک چیز (۲۰۰۱)